# Stratiomys fenestrata
Stratiomys fenestrata är en tvåvingeart som beskrevs av Gerstaecker 1857. Stratiomys fenestrata ingår i släktet Stratiomys och familjen vapenflugor. Inga underarter finns listade i Catalogue of Life.